# Suproligue
La Suproligue FIBA (officiellement FIBA SuproLeague) est une compétition de basket-ball ayant eu lieu lors de la saison 2000-2001. Elle est organisée par la FIBA, à l'issue de la scission avec l'ULEB, qui avait alors gagné les droits d’organisation de l’Euroligue.

## Historique
L'Euroligue (Coupe d'Europe des clubs champions à l'origine) était organisée par la FIBA, depuis sa création en 1958 jusqu'à la saison 1999-2000 incluse. L'ULEB (Union des ligues européennes de basket-ball), est alors créée par 24 équipes européennes parmi les plus puissantes, la plupart provenant d'Espagne, d'Italie et de Grèce.
La FIBA n'ayant jamais déposé la marque « Euroleague », l'ULEB a simplement repris et utilisé le nom, sans que la FIBA ne dispose d'aucun recours juridique. La FIBA dut par conséquent trouver un nouveau nom pour sa compétition phare. La saison 2000-2001 fut donc divisée en deux compétitions européennes de haut niveau : la FIBA Suproligue (nouvelle appellation de l'ancienne FIBA Euroleague) et la nouvelle ULEB Euroleague.
Les meilleurs clubs furent également divisés entre ces deux compétitions suivant l'appartenance de ceux-ci à la nouvelle structure, ULEB ou à la FIBA. Le Panathinaikós, le Maccabi Tel-Aviv, le CSKA Moscou et Efes Pilsen Istanbul demeurèrent dans le giron de la FIBA, tandis que l'Olympiakos le Pirée, le Kinder Bologne, le Real Madrid, le FC Barcelone, le Tau Vitoria et le Benetton Trévise rejoignaient l'ULEB.

## Suproligue 2000-2001
Le Final Four de cette compétition unique est joué par les clubs Maccabi Tel-Aviv, CSKA Moscou, Efes Pilsen Istanbul et Panathinaikós Athènes. La finale est remportée par le Maccabi face au 
Panathinaikós (81-67). Nate Huffman est élu MVP de la saison régulière et Ariel McDonald est élu MVP du Final Four.

### Format de compétition
20 équipes (champions nationaux et finalistes de différents championnats nationaux) s'affrontent selon un système de tournoi.
La première phase est une saison régulière, au cours de laquelle les vingt équipes en lice sont réparties en deux groupes de dix équipes chacun. Chaque équipe affronte toutes les autres équipes de son groupe à domicile et à l'extérieur, soit 18 matchs chacun. Les huit meilleures équipes de chaque groupe se qualifient pour les huitièmes de finale, et les vainqueurs de ce tour accèdent aux quarts de finale. Les deux tours se disputent selon un système de play-off au meilleur des trois manches. Les vainqueurs des quarts de finale se qualifient pour le Final Four de la SuproLeague, qui se tient au Palais Omnisports de Paris-Bercy, à Paris, du 10 au 13 mai 2001.

## Saison régulière

### Groupe A
|     | Équipe                | J  | G  | N  | Diff |
| 1.  | Panathinaikós         | 18 | 13 | 5  | 113  |
| 2.  | CSKA Moscou           | 18 | 12 | 6  | 53   |
| 3.  | Osiguranje Split      | 18 | 12 | 6  | 28   |
| 4.  | Ülkerspor             | 18 | 11 | 7  | 62   |
| 5.  | ALBA Berlin           | 18 | 9  | 9  | 31   |
| 6.  | ASVEL                 | 18 | 9  | 9  | 13   |
| 7.  | Rytas Vilnius         | 18 | 7  | 11 | -14  |
| 8.  | WKS Śląsk Wrocław     | 18 | 7  | 11 | -14  |
| 9.  | Montepaschi Mens Sana | 18 | 6  | 12 | -89  |
| 10. | Maccabi Ra'anana      | 18 | 4  | 14 | -183 |

| Résultats (dom.\ext.)                                              | ALB   | ASV   | CSK   | RYT    | RAA    | MPS   | PAO   | WRO    | SPL   | ULK   |
| ALBA Berlin                                                        |       | 74-68 | 80-77 | 95-70  | 77-68  | 79-80 | 79-71 | 86-78  | 73-79 | 75-78 |
| ASVEL                                                              | 74-71 |       | 72-80 | 87-69  | 93-71  | 86-87 | 86-92 | 74-70  | 88-78 | 71-66 |
| CSKA Moscou                                                        | 89-86 | 83-91 |       | 88-82  | 69-68  | 85-78 | 69-57 | 72-65  | 66-57 | 83-88 |
| Lietuvos rytas                                                     | 71-80 | 80-81 | 84-88 |        | 91-69  | 92-93 | 87-78 | 91-101 | 93-77 | 79-97 |
| Maccabi Ra'anana                                                   | 77-84 | 75-68 | 66-74 | 71-88  |        | 86-71 | 68-82 | 89-82  | 77-84 | 77-76 |
| Montepaschi Mens Sana                                              | 93-83 | 67-70 | 76-78 | 87-91  | 82-67  |       | 65-97 | 74-83  | 76-81 | 76-87 |
| Panathinaïkos                                                      | 92-75 | 86-82 | 89-81 | 104-83 | 83-61  | 99-95 |       | 85-79  | 64-60 | 84-77 |
| Śląsk Wrocław                                                      | 76-85 | 89-79 | 69-84 | 74-92  | 95-68  | 82-72 | 62-76 |        | 72-75 | 79-69 |
| KK Split                                                           | 77-73 | 84-78 | 75-72 | 83-80  | 76-65  | 81-61 | 68-59 | 83-88  |       | 76-70 |
| Ülker Istanbul                                                     | 90-84 | 78-65 | 93-91 | 83-99  | 102-71 | 68-73 | 87-79 | 92-88  | 80-69 |       |
| - Victoire à domicile - Victoire à l'extérieur - Match non disputé |       |       |       |        |        |       |       |        |       |       |

### Groupe B
|     | Équipe                  | J  | G  | N  | Diff |
| 1.  | Maccabi Tel-Aviv        | 18 | 15 | 3  | 273  |
| 2.  | Efes Istanbul           | 18 | 13 | 5  | 92   |
| 3.  | Partizan Belgrade       | 18 | 11 | 7  | -25  |
| 4.  | Iraklis BC              | 18 | 10 | 8  | -10  |
| 5.  | Scavolini Pesaro        | 18 | 9  | 9  | 76   |
| 6.  | EB Pau-Orthez           | 18 | 9  | 9  | 54   |
| 7.  | Telindus Oostende       | 18 | 8  | 10 | -66  |
| 8.  | KK Krka Novo Mesto      | 18 | 7  | 11 | -86  |
| 9.  | Bayer Leverkusen 04 TSV | 18 | 6  | 12 | -65  |
| 10. | Plannja Basket          | 18 | 2  | 16 | -243 |

| Résultats (dom.\ext.)                                              | LEV    | EFE   | IRA     | NOV    | MAC    | PAR   | PAU    | PLA    | PES     | OST    |
| Bayer Leverkusen                                                   |        | 69-71 | 106-110 | 102-94 | 98-100 | 95-81 | 88-79  | 89-72  | 78-82   | 82-90  |
| Efes Istanbul                                                      | 97-88  |       | 88-65   | 84-70  | 72-66  | 93-82 | 88-76  | 104-75 | 96-92   | 89-80  |
| Iraklis BC                                                         | 98-87  | 72-87 |         | 73-80  | 92-85  | 91-76 | 86-82  | 89-74  | 92-85   | 74-62  |
| KK Krka Novo Mesto                                                 | 92-73  | 64-72 | 65-85   |        | 89-87  | 78-79 | 73-77  | 97-92  | 102-100 | 80-78  |
| Maccabi Tel-Aviv                                                   | 100-67 | 69-59 | 95-71   | 83-67  |        | 89-53 | 91-67  | 95-69  | 80-78   | 96-79  |
| Partizan Belgrade                                                  | 108-99 | 79-68 | 93-81   | 77-67  | 73-95  |       | 75-69  | 99-88  | 76-73   | 89-80  |
| EB Pau-Orthez                                                      | 79-80  | 94-73 | 76-74   | 100-75 | 80-93  | 92-81 |        | 86-59  | 84-76   | 92-95  |
| Plannja Basket                                                     | 76-84  | 84-92 | 90-94   | 72-68  | 68-113 | 81-90 | 62-75  |        | 78-85   | 88-87  |
| Scavolini Pesaro                                                   | 107-89 | 82-80 | 90-70   | 90-68  | 81-85  | 84-93 | 102-89 | 91-78  |         | 118-97 |
| Telindus Oostende                                                  | 88-85  | 79-65 | 83-77   | 63-72  | 80-94  | 94-88 | 61-89  | 99-88  | 83-78   |        |
| - Victoire à domicile - Victoire à l'extérieur - Match non disputé |        |       |         |        |        |       |        |        |         |        |

## Play-offs

### Formule
Les 1/8 et les 1/4 se disputent au meilleur des 3 matchs avec match aller et belle éventuelle sur le terrain du mieux classé. Les vainqueurs des 1/4 disputent le final four au Palais omnisports de Paris-Bercy.

### 1/8 de finale
| Équipe #1              | Victoire | Équipe #2               | 1re manche | 2e manche | Belle*  |
| ---------------------- | -------- | ----------------------- | ---------- | --------- | ------- |
| (B1) Maccabi Tel-Aviv  | 2 - 0    | WKS Śląsk Wrocław (A8)  | 81 - 75    | 85 - 62   | –       |
| (A4) Ülkerspor         | 1 - 2    | Scavolini Pesaro (B5)   | 91 - 81    | 83 - 96   | 85 - 88 |
| (B3) Partizan Belgrade | 1 - 2    | ASVEL (A6)              | 80 - 73    | 76 - 94   | 62 - 73 |
| (A2) CSKA Moscou       | 2 - 0    | Telindus Oostende (B7)  | 94 - 76    | 77 - 70   | –       |
| (B2) Efes Istanbul     | 2 - 1    | Rytas Vilnius (A7)      | 89 - 78    | 69 - 73   | 86 - 67 |
| (A3) Osiguranje Split  | 2 - 0    | EB Pau-Orthez (B6)      | 79 - 78    | 85 - 83   | –       |
| (B4) Iraklis           | 1 - 2    | ALBA Berlin (A5)        | 78 - 67    | 77 - 88   | 75 - 86 |
| (A1) Panathinaikós     | 2 - 0    | KK Krka Novo Mesto (B8) | 82 - 65    | 84 - 79   | –       |

### 1/4 de finale
| Équipe #1             | Victoire | Équipe #2             | 1re manche | 2e manche | Belle*  |
| --------------------- | -------- | --------------------- | ---------- | --------- | ------- |
| (B1) Maccabi Tel Aviv | 2 - 0    | Scavolini Pesaro (B5) | 80 - 69    | 84 - 77   | –       |
| (A2) CSKA Moscou      | 2 - 0    | ASVEL (A6)            | 78 - 63    | 82 - 76   | –       |
| (B2) Efes Istanbul    | 2 - 1    | Osiguranje Split (A3) | 95 - 69    | 64 - 72   | 82 - 59 |
| (A1) Panathinaikós    | 2 - 0    | ALBA Berlin (A5)      | 87 - 77    | 71 - 69   | –       |

### Final Four
|  | Demi-finales               | Demi-finales               |                        |    | Finale                     | Finale                     |
|  | Demi-finales               | Demi-finales               |                        |    | Finale                     | Finale                     |
|  |                            |                            |                        |    |                            |                            |
|  | 11 mai 18:00 - Paris-Bercy | 11 mai 18:00 - Paris-Bercy |                        |    | 13 mai 18:00 - Paris-Bercy | 13 mai 18:00 - Paris-Bercy |
|  | 11 mai 18:00 - Paris-Bercy | 11 mai 18:00 - Paris-Bercy |                        |    | 13 mai 18:00 - Paris-Bercy | 13 mai 18:00 - Paris-Bercy |
|  | Maccabi Tel-Aviv           | 86                         |                        |    | 13 mai 18:00 - Paris-Bercy | 13 mai 18:00 - Paris-Bercy |
|  | Maccabi Tel-Aviv           | 86                         |                        |    | 13 mai 18:00 - Paris-Bercy | 13 mai 18:00 - Paris-Bercy |
|  | CSKA Moscou                | 80                         |                        |    | 13 mai 18:00 - Paris-Bercy | 13 mai 18:00 - Paris-Bercy |
|  | CSKA Moscou                | 80                         | Maccabi Tel-Aviv       | 81 |                            |                            |
|  | 11 mai 20:30 - Paris-Bercy |                            | Maccabi Tel-Aviv       | 81 |                            |                            |
|  |                            | Panathinaikós Athènes      | 67                     |    |                            |                            |
|  | Panathinaikós              | Panathinaikós Athènes      | 67                     | 74 |                            |                            |
|  | Panathinaikós              |                            |                        | 74 |                            |                            |
|  | Efes Pilsen Istanbul       | 66                         |                        |    |                            |                            |
|  | Efes Pilsen Istanbul       | 66                         | Match pour la 3e place |    |                            |                            |
|  |                            |                            |                        |    |                            |                            |
|  | 13 mai 20:30 - Paris-Bercy |                            |                        |    |                            |                            |
|  |                            |                            |                        |    |                            |                            |
|  | Efes Pilsen Istanbul       | 91                         |                        |    |                            |                            |
|  | Efes Pilsen Istanbul       | 91                         |                        |    |                            |                            |
|  | CSKA Moscou                | 85                         |                        |    |                            |                            |
|  | CSKA Moscou                | 85                         |                        |    |                            |                            |

### Bilan de la saison
| Place          | Équipe                   | Matchs | Victoires | Défaites |
| -------------- | ------------------------ | ------ | --------- | -------- |
| Champion       | Maccabi Tel-Aviv         | 24     | 21        | 3        |
| Finaliste      | Panathinaikós Athènes    | 24     | 18        | 6        |
| 3e place       | Efes Pilsen Istanbul     | 25     | 17        | 8        |
| Demi-finaliste | CSKA Moscou              | 23     | 16        | 7        |
| Last 8         | KK Split                 | 23     | 15        | 8        |
| Last 8         | Scavolini Pesaro         | 23     | 11        | 12       |
| Last 8         | ALBA Berlin              | 23     | 11        | 12       |
| Last 8         | ASVEL Lyon-Villeurbanne  | 23     | 11        | 12       |
| Last 16        | Ülker İstanbul           | 21     | 12        | 9        |
| Last 16        | Partizan Belgrade        | 21     | 12        | 9        |
| Last 16        | Aris Salonique           | 21     | 11        | 10       |
| Last 16        | Élan Béarnais Pau-Orthez | 20     | 9         | 11       |
| Last 16        | Lietuvos Rytas           | 21     | 8         | 13       |
| Last 16        | Telindus BC Oostende     | 20     | 8         | 12       |
| Last 16        | KK Krka Novo Mesto       | 20     | 7         | 13       |
| Last 16        | Śląsk Wrocław            | 20     | 7         | 13       |
| Last 20        | Montepaschi Siena        | 18     | 6         | 12       |
| Last 20        | Bayer Leverkusen 04 TSV  | 18     | 6         | 12       |
| Last 20        | Maccabi Ra'anana         | 18     | 4         | 14       |
| Last 20        | Plannja Basket Lulea     | 18     | 2         | 16       |

### Statistiques individuelles

#### Points
| Rang | Joueur         | Équipe              | Matchs | Points | Moyenne |
| ---- | -------------- | ------------------- | ------ | ------ | ------- |
| 1.   | Miroslav Berić | Partizan            | 20     | 465    | 23,3    |
| 2.   | Charles Thomas | Plannja             | 13     | 291    | 22,4    |
| 3.   | John Best      | Bayer 04 Leverkusen | 17     | 378    | 22,2    |

#### Rebonds
| Rang | Joueur           | Équipe            | Matchs | Rebonds | Moyenne |
| ---- | ---------------- | ----------------- | ------ | ------- | ------- |
| 1.   | Roberto Chiacig  | Montepaschi Siena | 18     | 169     | 9,4     |
| 2.   | Andrei Kirilenko | CSKA Moscou       | 22     | 203     | 9,2     |
| 3.   | Nate Huffman     | Maccabi Tel-Aviv  | 24     | 216     | 9,0     |

#### Passes décisives
| Rang | Joueur              | Équipe              | Matchs | Passes décisives | Moyenne |
| ---- | ------------------- | ------------------- | ------ | ---------------- | ------- |
| 1.   | Raimonds Miglinieks | Śląsk Wrocław       | 20     | 139              | 7,0     |
| 2.   | Laurent Sciarra     | ASVEL               | 23     | 142              | 6,2     |
| 3.   | Chuck Evans         | Bayer 04 Leverkusen | 18     | 97               | 5,4     |

#### Contres
| Rang | Joueur           | Équipe      | Matchs | Contres | Moyenne |
| ---- | ---------------- | ----------- | ------ | ------- | ------- |
| 1.   | Andrei Kirilenko | CSKA Moscou | 22     | 47      | 2,1     |
| 2.   | Andrei Fetisov   | CSKA Moscou | 24     | 38      | 1,6     |
| 3.   | Dejan Koturović  | Alba Berlin | 23     | 35      | 1,5     |

#### Autres statistiques
| Catégorie              | Joueur             | Équipe               | Matchs | Moyenne |
| ---------------------- | ------------------ | -------------------- | ------ | ------- |
| Interceptionns         | Ralph Biggs        | Telindus Ostende     | 20     | 2,1     |
| Balles perdues         | Andrius Giedraitis | Lietuvos Rytas       | 15     | 3,7     |
| Minutes                | Charles Thomas     | Plannja              | 13     | 38,5    |
| Pourcentage aux tirs   | Damir Mulaomerović | Efes Pilsen Istanbul | 26     | 89,2%   |
| Pourcentage à 2-points | Andrei Kirilenko   | CSKA Moscou          | 22     | 63,9%   |
| Pourcentage à 3-points | Laurent Pluvy      | ASVEL                | 23     | 54,2%   |

### Deux champions d'Europe
En mai 2001, l'Europe du basket-ball compte deux champions continentaux, le Maccabi Tel-Aviv, vainqueur de la FIBA Suproligue et le Kinder Bologne, vainqueur de l'ULEB Euroligue. Les dirigeants de ces deux organisations prennent conscience de la nécessité d'avoir une seule compétition. En position de force, l'ULEB impose ses points de vue et la FIBA doit accepter l'accord. Par conséquent, l'Euroligue est prise en main par l'ULEB et les équipes ayant disputé la FIBA Suproligue lors de la saison 2000-2001 rejoignent cette compétition. Il est aujourd'hui officiellement reconnu qu'il y eut deux champions d'Europe en 2001 : le Maccabi Tel-Aviv et le Kinder Bologne.

### L'actuelle Euroligue
L'année suivante, l'ULEB et la FIBA décident que l'ULEB Euroligue devient la principale compétition de clubs en Europe, se disputant entre les meilleures équipes du continent. La FIBA Europe organise une compétition de niveau intermédiaire, sous le nom de FIBA Europe League, tandis que l'ULEB organise sa propre compétition intermédiaire, la Coupe ULEB, faisant suite aux défuntes coupe Saporta et Coupe Korać. En 2005, l'ULEB et la FIBA décident d'accroître leur coopération sur l'ensemble des compétitions européennes.
Désormais, l'autorité sur les compétitions européennes est partagée selon une ligne clubs-nations. La FIBA prend en charge les compétitions des équipes nationales (Championnat d'Europe, Championnat du monde et Jeux olympiques) tandis que l'ULEB organise les compétitions européennes de clubs.